# Greenwich Line
| British Rail Class 376 im Bahnhof Greenwich |                      |                                              |                                              |
| |                      |                                              |                                              |
| Streckenlänge: | 4,95 km              |                                              |                                              |
| Spurweite: | 1435 mm (Normalspur) |                                              |                                              |
| Stromsystem: | 750 V =              |                                              |                                              |
| Streckengeschwindigkeit: | 96,5 km/h            |                                              |                                              |
| Zweigleisigkeit: | ja                   |                                              |                                              |
| |                      |                                              |                                              |
| \| \| \| SEML aus London Charing Cross/ \| \| \| \| \| London Cannon Street \| \| \| \| \| London Bridge \| \| \| \| \| Spa Road Erste Endstation (geschlossen 1915) \| \| \| \| \| Southwark Park geschlossen 1915 \| \| \| \| \| \| \| \| \| \| South London Line/Brighton Main Line \| \| \| \| \| East London Line aus Highbury & Islington \| \| \| \| \| \| \| \| \| \| \| \| \| \| \| New Cross Endpunkt der ELL \| \| \| \| \| South Eastern Main Line nach Dover Priory \| \| \| \| \| Deptford \| \| \| \| \| DLR aus Lewisham \| \| \| \| \| Deptford Creek \| \| \| \| \| Greenwich \| \| \| \| \| \| \| \| \| \| DLR nach Bank/Tower Gateway/Stratford \| \| \| \| \| \| \| \| \| \| Greenwich Park Tunnel \| \| \| \| \| \| \| \| \| \| Maze Hill \| \| \| \| \| Westcombe Park \| \| \| \| \| North Kent Line aus Charing Cross \| \| \| \| \| Charlton \| \| \| \| \| North Kent Line nach Gillingham \| \| |                      |                                              |                                              |
| Strecke |                      | SEML aus London Charing Cross/               | SEML aus London Charing Cross/               |
| Strecke |                      | London Cannon Street                         | London Cannon Street                         |
| |                      | London Bridge                                |                                              |
| Strecke · ehemaliger Haltepunkt / Haltestelle |                      | Spa Road Erste Endstation (geschlossen 1915) | Spa Road Erste Endstation (geschlossen 1915) |
| Strecke · ehemaliger Haltepunkt / Haltestelle |                      | Southwark Park geschlossen 1915              | Southwark Park geschlossen 1915              |
| Abzweig geradeaus, nach links und von links · Abzweig geradeaus, nach rechts und von rechts |                      |                                              |                                              |
| Abzweig nach rechts und von rechts · Strecke |                      | South London Line/Brighton Main Line         | South London Line/Brighton Main Line         |
| Strecke nach links · Kreuzung geradeaus oben · Abzweig quer und von links |                      | East London Line aus Highbury & Islington    | East London Line aus Highbury & Islington    |
| Strecke von links · Kreuzung geradeaus oben · Strecke nach rechts |                      |                                              |                                              |
| Abzweig geradeaus und von links · Abzweig geradeaus und nach rechts |                      |                                              |                                              |
| Bahnhof · Strecke |                      | New Cross Endpunkt der ELL                   | New Cross Endpunkt der ELL                   |
| Strecke nach rechts · Strecke |                      | South Eastern Main Line nach Dover Priory    | South Eastern Main Line nach Dover Priory    |
| Haltepunkt / Haltestelle |                      | Deptford                                     | Deptford                                     |
| U-Bahn-Strecke von rechts · Strecke |                      | DLR aus Lewisham                             | DLR aus Lewisham                             |
| U-Bahn-Brücke über Wasserlauf · Brücke über Wasserlauf |                      | Deptford Creek                               | Deptford Creek                               |
| |                      | Greenwich                                    |                                              |
| U-Bahn-Tunnelanfang · Strecke |                      |                                              |                                              |
| U-Bahn-Strecke nach links (im Tunnel) · Kreuzung mit U-Bahn mit Tunnelstrecke · U-Bahn-Strecke quer (im Tunnel) |                      | DLR nach Bank/Tower Gateway/Stratford        | DLR nach Bank/Tower Gateway/Stratford        |
| Tunnelanfang |                      |                                              |                                              |
| Strecke (im Tunnel) |                      | Greenwich Park Tunnel                        | Greenwich Park Tunnel                        |
| Tunnelende |                      |                                              |                                              |
| Haltepunkt / Haltestelle |                      | Maze Hill                                    | Maze Hill                                    |
| Haltepunkt / Haltestelle |                      | Westcombe Park                               | Westcombe Park                               |
| Abzweig geradeaus und von rechts |                      | North Kent Line aus Charing Cross            | North Kent Line aus Charing Cross            |
| Bahnhof |                      | Charlton                                     | Charlton                                     |
| Strecke |                      | North Kent Line nach Gillingham              | North Kent Line nach Gillingham              |

Die Greenwich Line ist eine kurze Verbindungsstrecke zwischen dem Bahnhof London Bridge und der North Kent Line in London. Die Züge auf der Strecke werden von der Southeastern betrieben.

## Geschichte
1833 wurde vom Parlament des Vereinigten Königreiches eine Strecke von London nach Greenwich genehmigt. Als Ziel wurde eine durchgehende Strecke nach Dover angegeben, was jedoch an Finanzierungsproblemen scheiterte.
Die Linie wurde als erste Eisenbahnstrecke in London unter den Fittichen der London and Greenwich Railway in Betrieb genommen. Als erster Abschnitt wurde am 8. Februar 1836 derjenige zwischen dem mittlerweile eingestellten Haltepunkt Spa Road und Deptford in Betrieb genommen, obwohl seit Mitte 1835 bereits Testzüge verkehrten. Am 14. Dezember 1836 erreichten die Geleise London Bridge und am 24. Dezember 1838 wurde die Linie bis zum provisorischen Endbahnhof Church Row in Greenwich verlängert. Der heutige Bahnhof Greenwich wurde dann am 12. April 1840 in Betrieb genommen.
1873 wurde der Abschnitt Maze Hill - Charlton als Zweiglinie der North Kent Line in Betrieb genommen, fünf Jahre später folgte der Lückenschluss Maze Hill - Greenwich per Tunnel, der das National Maritime Museum unterquert. Der Grund dafür, dass Greenwich während 40 Jahren Endstation blieb, war ein Streit mit dem Greenwich Hospital über den Linienverlauf.
1879 wurde noch die Station Westcombe Park in Betrieb genommen. 
1926 wurde die Strecke zusammen mit anderen Strecken im Zuge der Elektrifizierung der Relation London - Dartford mit einer Gleichspannung von 750 Volt per Stromschiene elektrifiziert.

## Betrieb

### Montags bis samstags
Southeastern betreibt auf der Greenwich Line montags bis samstags den Zehnminutentakt zwischen London und diversen Bahnhöfen der North Kent Line:
- London Cannon Street - London Bridge - Greenwich - Woolwich Arsenal - Dartford: halbstündlich
- London Cannon Street - Greenwich - Woolwich Arsenal - Slade Green: Viertelstündlich, davon halbstündlich ab Slade Green via Lewisham und New Cross zurück nach Cannon Street
  - zu den werktäglichen Spitzenzeiten verkehren auch Züge der Relation Gillingham - Charing Cross via Greenwich.

### Sonntags
Infolge der sonntäglichen Schließung des Bahnhofs Cannon Street werden andere Bahnhöfe angefahren:
- London Charing Cross - Greenwich - Dartford: halbstündlich
- London Bridge - Woolwich Arsenal - Plumstead: halbstündlich